# Hornlohe
Hornlohe ist ein Stadtteil von Geisenfeld im oberbayerischen Landkreis Pfaffenhofen an der Ilm. Der Weiler liegt circa 9 Kilometer südöstlich von Geisenfeld im tertiären Hügelland, in einem kleinen Seitental der Ilmzuflüsse und ist über die Staatsstraße 2335 zu erreichen. Die Einwohnerzahl entwickelte sich von 1871 = 18; 1950 = 12 auf aktuell 7 (Stand 27. Dezember 2021).

## Geschichte
Zwischen 1918 und 1972 war Hornlohe zugehörig zur Gemeinde Mettenbach als Weiler zugehörig zu Obermettenbach. So lautete die Postanschrift der Hornloher damals z. B. Obermettenbach 16; 85290 Post Rottenegg.
Im Rahmen der von Alfons Goppel eingeleiteten Gebietsreformen wurde der Ort zunächst (1972) der Gemeinde Rottenegg zugeordnet, welches am 1. Januar 1978 in die Gemeinde Geisenfeld eingegliedert wurde.
Die ältesten Aufzeichnungen (derzeit verifiziert auffindbar) sind aus dem Jahre 1282. So besagt eine Überlieferung, dass der Abt von St. Emmeran den „1/2 Erbhof zu Hornlohe“ beim Kartenspiel vom Gafen von Abensberg gewann. Dies deutet auf eine deutlich ältere Siedlungsgeschichte hin.
Gesichert ist nur, dass „Innerhalb der Grenzen der Herrschaft Rottenegg seit 1326 bis zum Ende des 18. Jahrhunderts stets nur ein einziges Gut des Klosters St. Emmeran, nämlich ein halber Hof in Hornlohe, zu finden ist.“ (Quelle: Historischer Atlas von Bayern, Teil Altbayern, Heft 14, Kapitel Hormarken in weltlichen Besitz S. 70).
Das Buch „Schenkungsbücher bayerischer Klöster“ aus dem Jahre 1864, zu finden in der Alderman Library; University of Virginia, beschreibt, dass der Ort ursprünglich „Hynlow“ bis Ende des 14. Jahrhunderts hieß und erst später in Hornlohe umbenannt wurde.
Historische Urkunden des Klosters St. Emmeram Regensburg, im Besitz des Bayerischen Hauptstaatsarchives in München belegen z. B. dass im Jahre 1487 Hans Hornloer von Hornlohe, seiner Ehefrau Brigita und ihren Erben Baurechte auf dem Hof des Klosters in Hornlohe, auf dem sie jetzt sitzen, erhalten. Dies zeigt, dass entgegen den landesüblichen Annahmen, der Begriff „Hans Hornloher“ oder „Hornloher Hans“ sei erst 1924 durch die Übernahme des Hofes von seinem Onkel Josef Fersch durch den in Niederlauterbach gebürtigen Johann „Hans“ Müller entstanden, falsch ist und weitaus tiefer in der Geschichte verwurzelt ist.

## Baudenkmäler
Siehe auch: Liste der Baudenkmäler in Geisenfeld#Weitere Ortsteile
- Kapelle – geweihte Maria-Himmelfahrtskapelle

Patrozinium 15. August
Die zwischen 1912 und 1918 von Josef Fersch erbaute Maria-Himmelfahrtskapelle zeigt im Deckengemälde von Josef Heimbuchner (Geisenfelder Kirchenmaler) Jesus auf einer Wolke sitzend bewacht von den 4 Evangelisten (Eck-Symbolik).
Der Hochaltar zeigt Jesus in der Auferstehung über dem Tabernakel seitlich flankiert von seinen Eltern, der hl. Maria zur – heraldisch – rechten und dem Hl. Josef zur – heraldisch – linken Seite. (heraldisch bedeutet aus der Symbolik heraus, also für den Betrachter im Draufblick andersherum).
Weitere Komponenten sind kleine Seitenaltäre die dem Leiden Marias und dem Leiden Christi gewidmet sind, eine Nachbildung der Schwarzen Madonna von Czenstowa, sowie ein Marien-Grotte behangen mit einfachen Devotionalien, zumeist gestiftet von den Hopfenzupern aus dem bayerischen Wald, welche in den 30er bis 50er Jahren beim Hopfenzupfen in Hornlohe waren. Auch ein auf Blech gemaltes Dankesbild, gestiftet vom damaligen Eigentümer Johann Müller (1897–1974) findet sich daneben. Das Bild zeigt den Stifter bei einem schweren Unfall, den er ohne schwere Verletzungen überstand.
Die Kapelle wurde 1995 von Johann B. Müller (1931–1997) grundsaniert. Dabei führte die Einnistung von damals Bayerns größtem Hornissennest im Glockenturm zu einer 4 monatigen Verzögerung
- Marterl: ein Steinernes Marterl und ein Holzkreuz im Abstand von 100 m markieren die Unglücksstellen von zwei Toten.
- 1904 kam ein Mann aus Hüll bei einer Wildschweinjagd am Waldrand  ums Leben und 100 weiter im Wald im August 2017 ein slowakischer Waldarbeiter.